# Брегович, Горан
Го́ран Бре́гович (сербохорв. Горан Бреговић, Goran Bregović; род. 22 марта 1950, Сараево, Югославия — ныне Босния и Герцеговина) — музыкант и композитор, широко известный в странах восточной Европы по рок-группе Bijelo Dugme, а также во всём мире как автор музыки к фильмам, среди которых несколько фильмов Эмира Кустурицы.
Считает себя югославом, аргументируя это тем, что его отец хорватского происхождения (католик), мать — сербского (православная), а жена — боснийка (мусульманка). Его отец был офицером ЮНА. После развода родителей жил с матерью в Сараево. Ныне живёт в Париже с женой Дженаной Суджукой (Dženana Sudžuka) и тремя дочерьми.

## Начало карьеры
Горан Брегович учился в музыкальной школе по классу скрипки, но был исключён за «отсутствие таланта». Его музыкальное образование ограничивалось лишь тем, что показывали ему друзья, пока мать не купила ему первую гитару. После этого Брегович поступил в школу искусств, но мать в скором времени забрала его оттуда из-за того, что там, якобы, было много гомосексуалистов. Мать записала его в автомобильную школу и за это разрешила Горану носить длинные волосы. Во время учёбы он играл в школьной группе «Izohipse» («Изогипсы»). Но его исключили и оттуда за то, что он разбил школьный «Мерседес». Тогда Брегович поступил в гимназию и играл в гимназистской группе «Бештије» («Бестии»), на бас-гитаре.
Раскованное поведение лохматого Горана на сцене привлекало на концерты массу студентов.
На одном из их выступлений появился Желько Бебек, певец и гитарист из популярной сараевской группы «Kodeksi» Эдо Богелича. Горан напросился к нему на просмотр и так стал членом этой группы. Летом 1969 года «Кодекси» выступали в баре отеля «Сплендид» в Дубровнике. А в соседнем отеле в группе «Čičci» играли басист Зоран Реджич и ударник Мича Вукашинович.
На Новый 1970 год «Кодекси» подрядились играть в самом большом отеле Неаполя «Royal». Но через четыре месяца контракт не был продлён из-за разногласий с администрацией, так как группа пыталась больше играть рок, блюз и буги, а не шлягеры и местные хиты. Эдо Богелич вернулся в Сараево продолжать учёбу, а в Италию прибыл Реджич, которому Горан уступил бас, так как только что купил свою мечту — электрогитару Gibson Les Paul Custom. Некоторое время выступали по другим клубам и ресторанам: Alampara на островке Искья, Bora-Bora, Paiper-club. Летом 1970 года группа играла уже в составе: Желько Бебек, Горан Брегович, Зоран Реджич и Милич Вукашинович. Участники группы находились под влиянием музыки групп «Led Zeppelin» и «Black Sabbath», которой их «заразил» Милич Вукашинович. Но в фестивальной Италии с таким репертуаром трудно было найти работу. Первым покинул Италию Бебек, а в конце года мать Бреговича и брат Реджича Фадил (гитарист группы «Индекси») приехали в Неаполь и увезли остальных парней домой.
Осенью 1971 года Горан изучает философию и социологию, но это быстро надоедает ему. В то же время Милич Вукашинович уезжает в Лондон, а Брегович и Реджич начинают играть в группе «Jutro» («Утро»). В следующие несколько лет команда несколько раз меняла название, а с 1 января 1974 года группа стала называться «Bijelo Dugme» («Белая Пуговица»).
Награждён в 2011 году медалью имени Михаила Чехова дома русского зарубежья имени Александра Солженицына.
В апреле 2025 года Латвия запретила композитору въезд в страну.

## Bijelo Dugme
Основная статья: Bijelo Dugme

### Дискография
1. 1974 : Kad bi' bio bijelo dugme
2. 1975 : Šta bi dao da si na mom mjestu
3. 1976 : Eto! Baš hoću!
4. 1979 : Bitanga i princeza
5. 1980 : Doživjeti stotu
6. 1983 : Uspavanka za Radmilu M.
7. 1984 : Bijelo dugme
8. 1986 : Pljuni i zapjevaj moja Jugoslavijo
9. 1986 : Ćiribiribela

## Горан и друзья
- В 1984 году Горан вместе с Борисавом Джорджевичем пишет текст песни «Pediculis pubis» для очередного альбома Белой Пуговицы. На следующий год — «Disko mišić», песня входит в альбом «Истина» группы Рибља чорба.
- В 1989 году в альбоме «Male price o velikoj ljubavi», группы Zabranjeno Pušenje, Горан появляется в качестве гостя и исполняет соло на гитаре в песне «Zvijezda nad Balkanom».
- В 1990 году Горан, Сейо Сексон и Чиро Мандич получают «Золотую Розу» в Монтерее за лучший рекламный клип.

## После Bijelo Dugme
Международный успех пришёл к Бреговичу благодаря фильмам с его музыкой, в первую очередь, фильмам Эмира Кустурицы («Время цыган», «Аризонская мечта» (при участии Игги Попа), «Андерграунд»). Следующий проект, музыка к фильму Патриса Шеро «Королева Марго», вновь имел огромный успех. Фильм получил две награды на Каннском кинофестивале. Брегович пишет музыку к фильмам с конца 1970-х годов. Его саундтреки насыщены элементами балканской и цыганской традиционной музыки с духовыми инструментами в сочетании с сочными басами и битами. Композитора несколько раз обвиняли в краже цыганской и балканской музыки и нарушении авторских прав. Брегович даёт концерты с музыкальным коллективом Wedding and Funeral Orchestra, во время которых исполняется и музыка к фильмам. В основной состав оркестра входят музыканты: Мукарем Реджепи (барабан, вокал), Бокан Станкович (труба), Драгич Величкович (труба), Стоян Димов (саксофон, кларнет), Милош Михайлович (баритон), Александар Райкович (баритон) и две болгарские певицы: Даниела Радкова-Александрова и Людмила Радкова-Трайкова.
В 1997 году Брегович записал альбом «Dugun ve cenaze» с турецкой певицей Сезен Аксу, в 2000 году альбом «Kayah & Bregović» с польской певицей Кайей, а в 2003 году альбом «Daj mi drugie życie» с Кшиштофом Кравчиком. Во время финала Евровидения-2008 в Сербии Брегович выступил с небольшим концертом. Также Брегович стал композитором песни «Ово је Балкан» Милана Станковича, представляющего Сербию на Евровидении-2010.
Горан Брегович живёт в Париже с женой-мусульманкой Дженан Суджук и тремя дочерьми: Эмой, Уной и Лулой. Также имеет дочь Жельку (от юношеской связи с танцовщицей из сараевского ночного клуба), которая родила ему внучку Бьянку.
В марте 2015 года Горан Брегович выступил в Крыму, после чего власти Украины отменили его концерты в Киеве, Запорожье, Днепропетровске и Харькове. Ему также запрещён въезд на территорию страны.
Организаторами Life Festival Oświęcim отменено участие Горана Бреговича в нём. Фестиваль прошёл в июле 2015 года Брегович должен был быть одним из участников концерта под лозунгом «Художники против войны».
15 февраля 2021 года Горан Брегович был награждён орденом Звезды Карагеоргия Республики Сербия первой степени за выдающиеся заслуги в представительстве Республики Сербия и достигнутые  результаты в музыкальном искусстве.

## Фильмография
Фильмы с музыкой Горана Бреговича:
- 1988 — Время цыган (англ. Time of the Gypsies) — режиссёр: Эмир Кустурица
- 1989 — Kuduz — режиссёр: Адемир Кенович (Ademir Kenović)
- 1990 — Тихий порох / Gluvi barut — режиссёр: Бахрудин Ченгич (Bahrudin Čengić)
- 1991 — Сербская девушка / Das Serbische Mädchen — режиссёр: Петер Зер (Peter Sehr)
- 1991 — Маленькая / Mala — режиссёр: Предраг Антониевич (Predrag Antonijević)
- 1991 — Чаруга / Čaruga — режиссёр: Райко Грлич
- 1993 — Аризонская мечта — режиссёр: Эмир Кустурица
- 1993 — Ядовитое дело / Toxic Affair — режиссёр: Филомене Эспозито (Philoméne Esposito)
- 1993 — Священная ночь / La Nuit sacrée — режиссёр: Николас Клотц (Nicolas Klotz)
- 1993 — Пуп земли / La Nombril du monde — режиссёр: Ариэль Зейтун (Ariel Zeitoun)
- 1994 — Королева Марго — режиссёр: Патрис Шеро
- 1995 — Андерграунд — режиссёр: Эмир Кустурица
- 1997 — Тысяча и один рецепт влюблённого кулинара — режиссёр: Нана Джорджадзе
- 1997 — Поцелуй змея — режиссёр: Филипп Русло
- 1997 — XXL — режиссёр: Ариэль Зейтун (Ariel Zeitoun)
- 1998 — Поезд жизни — режиссёр: Раду Михайляну
- 1999 — Пропавший сын / The Lost Son — режиссёр: Крис Менгес
- 1999 — Тувалу / Tuvalu — режиссёр: Вайт Хельмер (Veit Helmer)
- 2000 — Лето, или 27 потерянных поцелуев — режиссёр: Нана Джорджадзе
- 2000 — Все понятно, друг? / Je li jasno prijatelju? — режиссёр: Деян Ачимович (Dejan Ačimović)
- 2002 — Музыка для свадеб и похорон / Music for Weddings and Funerals — режиссёр: Унни Штрауме (Unni Straume)
- 2004 — Турецкий гамбит — режиссёр: Джаник Файзиев.
- 2006 —  Борат, песни Lullaby, Dreams — режиссёр Ларри Чарльз.
- 2008 — Мустафа (тур. Mustafa (film)) — режиссёр: Джан Дюндар (тур. Can Dündar).
- 2012 — Спаси и сохрани/ Salve Jorge

## Дискография
1. Dom za vesanje (1990)
2. Arizona dream (1993)
3. La reine Margot (1994)
4. Underground (1995)
5. Silence of the Balkans (1997)
6. Tales and songs from weddings and funerals (2002)
7. Karmen with a happy end (2007)
8. Alkohol: Šljivovica (2008)
9. Mustafa (2009)
10. Alkohol: Champagne (2010)*
11. Alkohol: Champagne for Gypsies’(2012)
12. Three letters from Sarajevo (2017)